# 弗洛倫斯·韋爾奇
弗洛伦斯·蕾昂婷·瑪麗·韋爾奇（英語：Florence Leontine Mary Welch，1986年8月28日—），芙蘿倫絲機進份子主唱也是樂團靈魂支柱。Florence自小受到愛音樂的父母影響，從7歲開始就在婚喪宴會中演出，11歲接受歌唱訓練課程，雖然Florence有著「讀寫障礙」、「動作協調障礙」等問題，卻不影響她追求音樂的熱情和決心，在經過治療後還可提筆撰寫歌曲。由吉他手Robert Ackroyd、鼓手Christopher Lloyd Hayden、鍵盤手Isabella Summers和豎琴手Tom Monger等人建立起的The Machine，成為Florence幕後最大的支撐樂團。2007年成軍，短短時間內就擄獲許多人目光，2008年的“Kiss With A Fist”和“Dog Days Are Over”兩首暖身作品，全部躋身英國金榜百大單曲之林。